# Cononley
Cononley – wieś w Anglii, w hrabstwie North Yorkshire, w dystrykcie (unitary authority) North Yorkshire. Leży 62 km na zachód od miasta York i 297 km na północny zachód od Londynu. W 2001 miejscowość liczyła 1080 mieszkańców.